# Airtel Africa
Airtel Africa plc er en multinational telekommunikationsvirksomhed og mobilbetalingsudbyder i 14 afrikanske lande. De udbyder forskellige telekommunikationsservices herunder mobiltelefoni og internet. Virksomheden blev etableret i 2010 ved et opkøb af Zain Africa foretaget af indiske Bharti Airtel.